# Casamaccioli
Casamaccioli település Franciaországban, Haute-Corse megyében. Lakosainak száma 114 fő (2022. január 1.). Casamaccioli Calacuccia, Albertacce és Corte községekkel határos.

## Népesség
A település népességének változása:
| Lakosok száma | 285  | 140  | 91   | 95   | 99   | 103  | 106  | 107  | 109  | 114  |
|               | 1968 | 1982 | 1990 | 2006 | 2013 | 2015 | 2017 | 2019 | 2020 | 2022 |